# Vertner Woodson Tandy

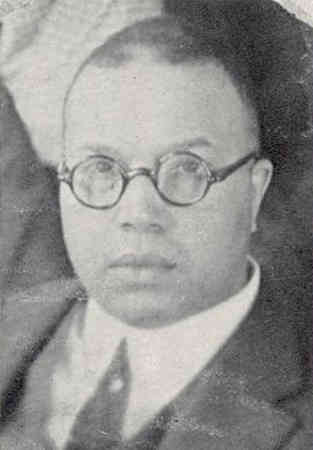
Vertner Woodson Tandy, ca. 1920.

Vertner Woodson Tandy (* 17. Mai 1885, Lexington, Kentucky; † 7. November 1949) war ein amerikanischer Architekt. Er war einer der seven founders („The Seven Jewels“ - Gründer, „Der Sieben Juwelen“) der Fraternity Alpha Phi Alpha an der Cornell University 1906. Er war der erste African American Architekt, welcher sich im Bundesstaat New York registrieren ließ. Tandy war auch der erste Schatzmeister der Alpha Chapter und der Designer der Verbindungsabzeichens (fraternity pin). Die Studentenverbindung wurde unter seinen Schirmherrschaft incorporated (offiziell registriert).

## Leben

### Jugend und Ausbildung
Vertner Woodson Tandy wurde am 17. Mai 1885 in Lexington, Kentucky, geboren. Seine Eltern waren Henry A. Tandy und Emma Brice Tandy. Henry Tandy war ein erfolgreicher Bau-Unternehmer. Er war als Sklave geboren worden und gründete 1893 die Firma Tandy & Byrd in Lexington. Zu seinen bedeutenden Projekten zählten das Lexington Opera House und das Fayette County Courthouse (heute: Lexington Visitor Center).
1904 ging Tandy an das Tuskegee Institute, wo er Bauzeichnen studierte. 1905 wechselte er an die Cornell University, wo er 1907 einen Abschluss in Architektur erwarb. Er war eines der Gründungsmitglieder, die als die „Seven Jewels“ bezeichnet wurden, der Alpha Phi Alpha Society, der ersten African-American Fraternity 1906. Als solches war er der erste Schatzmeister des Alpha Chapters (dt. Abteilung) und entwarf die Anstecknadel der Bruderschaft.

### Karriere
Nach dem Abschluss gründeten Tandy und George Washington Foster ihre eigene Firma, Tandy & Foster, mit Büros am Broadway in New York City. Tandy wurde damit der erste „black“ (afroamerikanische) Architekt im Bundesstaat New York.
Tandys bedeutendstes Bauwerk war Villa Lewaro, das Anwesen der Tochter der Millionärin Madam C. J. Walker aus Harlem, in Irvington on Hudson, New York. Das Anwesen hatte Kosten von $250.000. Das Anwesen im Italienisierenden Stil wurde 1918 fertig gestellt und wurde ein wichtiger Treffpunkt für die Protagonisten der Harlem Renaissance bis zu Walkers Tod. Zu den anderen erhaltenen Arbeiten gehören die Ivey Delph Apartments und die St. Philip’s Episcopal Church unter der Adresse 204 West 134th Street in Harlem. Die Ivey Delph Apartments, entworfen 1948, wurden 2005 in das National Register of Historic Places aufgenommen.
Tandy gilt außerdem als erster Afroamerikaner, der die militärische Aufnahmeprüfung bestanden hat, und wurde zum Oberleutnant (First Lieutenant) der 15. Infanterie der New York State National Guard ernannt.

### Tod
Tandy starb am 7. November 1949, im Alter von 64 Jahren, in Manhattan an Lungenentzündung.